# 香港島專線小巴2號線
香港島專線小巴2號線，由景益營辦，循環來往香港站及舊山頂道，途經梅道和地利根德里，另回程在上午繁忙時間繞經金鐘。此路線只在星期一至五日間和星期六14:00前提供服務，紅假日則全日不提供服務。

## 簡介及歷史
本線於1974年6月17日投入服務，當時每15-30分鐘一班，收費$1，假日停開。當時中環總站位於添馬艦，即愛丁堡廣場東面。
1978年11月24日，亞袁豪華小巴公司獲政府批出3年專營權，經營本路線、1號線及3號線，以取代原先以特別經營權試辦之安排。1981年10月23日政府收回亞袁的專營權，3線一併重新公開招標，同年12月1日起由蘇祺接辦，至1986年改由新聯專線小巴接手。
1986年5月12日上午10時起，往中環（添馬艦）方向改經雪廠街及皇后大道中往畢打街，不再途經雲咸街，以配合沿雲咸街下行車輛不得直駛畢打街的新措施。
2005年5月15日，中環的總站遷往香港站。2007年6月4日，10:00前往中環（香港站）方向之班次繞經金鐘。

## 班次
| 由香港站開出               | 由香港站開出 | 由香港站開出 | 由香港站開出 | 由香港站開出 | 由香港站開出 | 由香港站開出 | 由香港站開出 | 由香港站開出 |
| 星期一至五                 | 星期一至五   | 星期一至五   | 星期一至五   | 星期一至五   | 星期一至五   | 星期一至五   | 星期一至五   | 星期一至五   |
| -------------------------- | ------------ | ------------ | ------------ | ------------ | ------------ | ------------ | ------------ | ------------ |
| 07:00                      | 07:20        | 07:40        | 08:00        | 08:20        | 08:40        | 09:00        | 09:30        | 10:00        |
| 10:30                      | 11:00        | 11:30        | 12:00        | 12:30        | 13:00        | 13:30        | 14:00        | 14:30        |
| 15:00                      | 15:30        | 16:00        | 16:30        | 17:00        | 17:30        | 18:00        | 18:30        | 19:00        |
| 星期六                     |              |              |              |              |              |              |              |              |
| 08:00                      | 08:20        | 08:40        | 09:00        | 09:30        | 10:00        | 10:30        | 11:00        | 11:30        |
| 12:00                      | 12:30        | 13:00        | 13:30        | 14:00        |              |              |              |              |
| 星期日及公眾假期不提供服務 |              |              |              |              |              |              |              |              |

## 收費
全程收費：$6.6
- 干德道／香雪道往香港站(只限07:00-10:00)：$2.7
- 畢打街往香港站：$1.2

## 行車路線
- 途經：金融街、民吉街、民祥街、民耀街、康樂廣場、干諾道中、夏慤道、紅棉路、花園道、馬己仙峽道、梅道、地利根德里、舊山頂道、羅便臣道、己連拿利、干德道、己連拿利、羅便臣道、花園道、天橋、金鐘道、添馬街、夏慤道、紅棉路支路、德立街、添馬街、夏慤道、紅棉路支路、琳寶徑、遮打道、昃臣道、干諾道中、（梅道、馬己仙峽道、花園道、下亞厘畢道、雪廠街、皇后大道中、畢打街）、康樂廣場、民耀街及金融街

10:00前途經紅字街道，不經藍字街道。

## 昔日的2號線
- 1974年3月1日：第一代2號線投入服務，來往添馬艦與柯士甸山道（門牌22號對面），假日停開，為第2條豪華小巴路線。[8]
- 1974年6月17日：由於客量偏低（只有33%），此線停辦；同日起編號相同的全新專綫小巴路線投入服務。